# Canyon Dreams
Canyon Dreams è un album in studio del gruppo musicale tedesco Tangerine Dream pubblicato nel 1991 (ma registrato nel 1987). Si tratta della colonna sonora di un omonimo documentario sul Grand Canyon uscito nel 1987.
L'album ricevette una nomination ai Grammy Awards come miglior album new age nel 1991.
Venne ristampato con una traccia bonus aggiunta (Rocky Mountain Hawk).

## Tracce
Musiche di Tangerine Dream.
1. Shadow Flyer – 5:53
2. Canyon Carver – 4:17
3. Water's Gift – 5:24
4. Canyon Voices – 4:26
5. Sudden Revelation – 4:46
6. A Matter Of Time – 8:53
7. Purple Nightfall – 2:04
8. Colorado Dawn – 4:26 (musica: Jerome Froese)

## Formazione
- Chris Franke
- Edgar Froese
- Paul Haslinger